# 广州东园
广州东园，是广东省广州市的一个地标，原为清末水师提督李准的私家园林别墅，辛亥革命后向公众开放，成为公众游乐场所，毁于1926年11月6日的一场大火，原址部分后曾改建成越秀南火车站。

## 简介
东园位于今日东园横路以南、东园路以东、挹翠路以西、东提路以北，面积约为25000平方米，大门开于正南。过去园区荷花池两旁原各有一八角亭，正北有东园主要建筑物——西式二层洋房“红楼”（现楼为1984年重建）在向公众开放后，曾改为茶楼，当时园内还有一座竹棚和一些店铺。
1964年，东园遗址被列为广东省级文物保护单位，名为“省港罢工委员会旧址”。

### 历史年表
东园在民国时，举办过一些全国、省、市级的重要集会和进步活动：
- 中国社会主义青年团第一次全国代表大会；
- 省港大罢工指挥部；
- 太虚讲法会；
- 恭祝孙中山大元帅就职礼提灯会
- 讨伐陆荣廷出征军人慰劳会

在清末，东园还举办过运动会：1907年的尚武运动会(第二次省运动会)、宣统二年(1910年)的庚戌运动会(第四次省运动会)。辛亥革命后，东园被国民政府没收充公，开辟为国际世界语协会广州分会。

## 建筑遗迹
东园现遗存有门楼，石桥式砖木结构，登记门牌是挹翠路33号，园内存原物仅有一荷花池。门楼位置隐蔽马路后面，普通市民难觅其踪。
门楼正中为拱门，上方嵌有行楷阴刻“东园”石额，上款“宣统庚戌(即1910年)冬月”，下款“邻水李准书”及印章。门楼两侧石额的位置装饰有灰塑动物、卷草、连珠纹等图案。　